# Asu no Yoichi!
Asu no Yoichi! (明日のよいち!?) Es un manga japonés escrito e ilustrado por Yū Minamoto. Es publicado por Monthly Shōnen Champion desde el 6 de octubre de 2006. ha sido adaptado a una serie de anime por AIC y se estrenó en Japón en TBS el 8 de enero de 2009.

## Personajes
Yoichi Karasuma (烏丸 よいち Karasuma Yoichi?)
Voz por: Nobuhiko Okamoto
Es un estudiante de segundo año de preparatoria y también es un joven samurái, se ha alejado de su vida en las montañas para ir a vivir en la ciudad con las hermanas Ikaruga. Es una persona muy activa que goza de buena forma, además es muy bueno en las artes marciales y con la espada en particular. Debido a que vivió toda su infancia en las montañas con su padre, no conoce el mundo actual ni la forma de vida que llevan en Japón, tampoco sabe como comportarse frente a una chica. Él es muy honorable, y se dirige siempre a todos con la palabra Dono lit. señor / maestro honorífico. Sin embargo, debido a constantes malentendidos, lbuki, en particular, es atacado constantemente bajo el argumento de que hace algo pervertido. Es visto por lo general usando un uniforme japonés de artes marciales y una espada de madera. Es un huésped en el Dojo Ikaruga y estudiante del estilo de espada Ukiha Kamikaze Ryu (Viento Fuerte, Estilo Viento Divino). Asiste a la preparatoria privada Yoku-Ryou Gakuen con lbuki y Ayame, en la misma clase que lbuki y Washizu.
Ibuki Ikaruga (斑鳩 いぶき Ikaruga Ibuki?)
Voz por: Rina Satou
Es una estudiante de segundo año de preparatoria que se convierte en la jefa de la familia Ikaruga. Se convierte en una figura materna para la familia Ikaruga ya que sus padres se fueron al extranjero, desde que ella y sus hermanas eran muy chicos. A ella en secreto, le gusta Yoichi desde el primer encuentro debido a los numerosos fenómenos inusuales, que por lo general se refieren a otras. Tiende a ponerse muy celosa cuando Yoichi habla o mira a otras chicas de forma especial. Es Asistente del instructor del Dojo Ikaruga enseña el estilo de espada "Ukiha Kamikaze Ryu". Solo hay 5 estudiantes en su dojo, debido a su naturaleza violenta. Sin embargo, trata a los niños de una manera afectiva. Puso de manifiesto que su carácter violento, pero su sentido de maternidad se desarrolló cuando sus padres la dejaron para cuidar de sus hermanas a una edad temprana.
Ayame Ikaruga (斑鳩 あやめ Ikaruga Ayame?)
Voz por: Haruka Tomatsu
Va un año menos que Yoichi en la preparatoria, es la hermana menor de lbuki. Tiene una personalidad muy tímida, y es muy consciente de sus pequeños senos en comparación con los de sus hermanas. Es mala con las tareas del hogar en general y no le gusta ser comparada con Ibuki, por lo que es constantemente eclipsada por ella. También siente algo por Yoichi.
Chihaya Ikaruga (斑鳩 ちはや Ikaruga Chihaya?)
Voz por: Yukari Tamura
Tiene 15 años, y es una estudiante de tercer año de secundaria. Es la segunda más joven de la familia Ikaruga y es una mangaka profesional. Usa a sus hermanas y a Yoichi como base para su manga, pero manipula los alrededores del escenario para mejores resultados. Es la única de la familia que usa gafas, además como sus hermanas también le gusta Yoichi.
Kagome Ikaruga (斑鳩 かごめ Ikaruga Kagome?)
Voz por: Kana Hanazawa
Es la menor y más tímida de las 4 hermanas, es buena en los quehaceres del hogar a pesar de ser la menos atlética, siente un complejo de que vean sus pechos al estar muy desarrollados para su edad y también para no acomplejar a su hermana Ayame.
Keita Torigaya
Seiyū: Shintarō Asanuma

## Medios de comunicación

### Manga
Escrito e ilustrado por Yū Minamoto, Asu no Yoichi! ha sido serializado en Monthly Shōnen Champion desde que se estrenó en la edición de octubre de 2006. Los capítulos individuales se recopilan en 15 volúmenes de tankōbon por Akita Shoten, que publicó los volúmenes entre el 6 de octubre de 2006 y el 8 de marzo de 2011. El manga fue licenciado en Norteamérica por Tokyopop como Samurai Harem: Asu no Yoichi!. El manga tiene licencia en Taiwán por Sharp Point Press y en Francia por Kazé como High School Samurai: Asu no Yoichi!.

### Anime
Una adaptación de anime comenzó a producirse el 6 de agosto de 2008. El primer episodio se estrenó en TBS el 8 de enero de 2009, en Sun Television el 25 de enero de 2009 y en Chubu-Nippon Broadcasting y BS-i el 29 de enero de 2009. El 26 de febrero de 2010, Section23 Films anunció que Sentai Filmworks había licenciado la serie para videos caseros en Norteamérica y luego fue lanzada en DVD, el 11 de mayo de 2010.
El anime duró 12 episodios.
La serie utilizó dos piezas musicales temáticas. "Egao no Riyuu" (笑顔の理由?)  de Meg Rock se usó para el tema de apertura, mientras que "Life and proud" de Aki Misato fue el tema de cierre de la serie.

### Programa de radio por Internet
Un programa de radio por Internet para promover la serie de anime llamada Asu no Yoichi Radio! (明日のよいちらじを! Asu no Yoichi Rajio!?) Se transmitió en línea todos los viernes y se transmitieron 42 episodios hasta el 25 de septiembre de 2009 en el sitio web de Lantis. Tuvo dos anfitriones: Nobuhiko Okamoto y Rina Satō, quienes interpretaron las voces de Yoichi Karasuma e Ibuki Irukaga respectivamente en la serie de anime.

### Bandas sonoras
El 21 de enero de 2009, Geneon lanzó un sencillo para Asu no Yoichi! como opening "Egao no Riyuu" (笑顔の理由?) por Meg Rock. El 4 de febrero de 2009, Geneon lanzó un sencillo para el ending de Asu no Yoichi!: 'Life and proud' por Aki Misato .
Geneon lanzó cuatro CD de canciones de personajes para Asu no Yoichi!. Los dos primeros CD fueron compuestos por Miki Fujisue y lanzados el 25 de febrero de 2009. El primer CD, la canción del personaje de Ibuki Ikaruga, es cantada por Rina Sato. El segundo CD, la canción del personaje de Ayame Ikaruga, es cantada por Haruka Tomatsu. El 25 de marzo de 2009, Geneon lanzó los dos últimos CD de personajes, ambos compuestos por Masumi Ito. El tercer CD de personajes, la canción del personaje de Chihaya Ikaruga, es cantada por Yukari Tamura. El cuarto y último CD, la canción del personaje de Kagome Ikaruga, es cantada por Kana Hanazawa.

## Recepción
El octavo volumen de Asu no Yoichi! ocupó el puesto 26 en las listas de Tohan entre el 9 y el 15 de diciembre de 2008. El décimo volumen de Asu no Yoichi! ocupó el puesto 12 en las listas de Tohan entre el 6 y el 12 de julio de 2009. El undécimo volumen de Asu no Yoichi! ocupó el puesto 30 en las listas de Tohan entre el 2 y el 8 de noviembre de 2009. Leroy Douresseaux de Coolstreak Comics elogia el manga diciendo: "Si bien ofrece muchas tomas de escote y bragas, Samurai Harem es más que un manga de fanservice. También es una comedia romántica enérgica, agravada por el hecho de que cada una de las cuatro hermanas tiene una personalidad distinta". Una revisión posterior de Douresseaux comenta que el manga "evita principalmente los aspectos marciales de tener samuráis y ninjas poblando una serie de manga. Hasta ahora, esta serie evita la acción, pero tiene mucha comedia". Ed Sizemore de Comics Worth Reading critica que el manga "se centra en la región púbica de las niñas y mujeres" y el "efecto de sonido que proviene del genital de la chica" como "desvergonzado en su falta de gusto" y "perturbador". Ken Haley, de Pop Culture Shock, critica el arte del manga como "soso", pero admite el punto de que "hace un buen trabajo al representar a chicas menores de edad con poca ropa en posiciones comprometedoras".
El tercer DVD de Asu no Yoichi! fue incluido en las listas de Oricon entre el 18 y el 24 de mayo de 2009. Tim Jones de THEM Anime Reviews compara a Yoichi e Ibuki con Tom y Jerry respectivamente de Tom y Jerry "donde Tom siempre perdió contra Jerry". Jones compara al rival amoroso de Yoichi, Ryo Washizu, como "una mezcolanza de Kuno y Ryoga de Ranma ½ ". Él es parte de Ryoga porque quiere vencer a Yoichi incluso si eso significa entrenarse hasta los huesos, y parte de Kuno porque es un idiota cuando se trata de mujeres (especialmente alrededor de Ibuki, con quien fantasea constantemente, así como también se preocupa que ella lo odiará por algo estúpido que le suceda)". Jones critica el arte con "escenarios a menudo monótonos y poco creativos, y la animación sólo es adecuada, salvo algunas secuencias de lucha". También comenta que "los diseños de los personajes son lindos, pero el cabello y el atuendo de las hermanas Ikaruga (salvo el de Ayame) se ven ridículos". También critica la música de fondo como "completamente olvidable", y las "canciones de apertura y cierre no se quedarán en tu cabeza pronto".

#### Lista de episodios
| #  | Título                                                                   | Sinopsis | Fecha de transmisión original |
| -- | ------------------------------------------------------------------------ | --- | ----------------------------- |
| 01 | "El Samurái viene" "Samurái Kuru!" (サムライ来る！)                      | Después de pasar toda su vida en las montañas aprendiendo el "Estilo de viento divino" con la espada, Yoichi Karusuma, por órdenes de su padre va a estudiar a la ciudad, ya que el ya no tiene nada más que enseñarle. Al llegar a la ciudad, tiene que encontrarse con Ibuki cerca de un centro comercial , pero en el camino es ridiculizado por sus ropas de samurái por Washizu, este intenta darle un a lección a Yoichi, pero es fácilmente derrotado por Yoichi. Tras un enredado lío que arma, Yoichi es arrestado y llevado a la jefatura, pero logra salir, después de ello se pierde en el centro comercial armando líos, y se encuentra en situaciones embarazosas con las hermanas Ikaruga, pero al final logra reunirse con la mayor de ellas, que lo lleva al Dojo. | 8 de enero de 2009            |
| 02 | "Bienvenido a la secundaria Yokko" "Youkoso Tsubasa Daka" (ようこそ翼高) | Ibuki decide que Yoichi debe ir al instituto, por lo que ira al mismo que ella. En el primer día Yoichi se encuentra una vez más con Washizu, el cual le riñe después de que escucha que Yoichi vive en el Dojo de Ibuki, pero una vez más es fácilmente vencido. Casualmente a Yoichi le toca en la misma clase que Ibuki y Washizu. | 15 de enero de 2009           |
| 03 | "Tira y grabar!" "Nui Dara Sugoin Desu" (脱いだらすごいんです)           | | 22 de enero de 2009           |
| 04 | "Chihaya pretende ser Chihaya" "Chihaya Buru Chihaya" (ちはやぶるちはや) | | 29 de enero de 2009           |
| 05 | "Tengamos una Cita!"                                                     | Yoichi es invitado a una cita por una niña de grados menores de la preparatoria a la cual asiste temporalmente. Ante la inexperiencia, la hermana mayor de las Ikagura, le invita a tener una cita con ella, con el pretexto de que solo es un "entrenamiento" para su verdadera cita con aquella niña. Sin embargo, se mezclan emociones y sentimientos que no estaban en los planes de la hermana mayor. | 5 de febrero de 2009          |
| 06 | "¡Wa-san está aquí!"                                                     | | 12 de febrero de 2009         |
| 07 | "¡La mitad expuesta de un bikini!                                        | Ibuki gana una viaje a una isla desierta y lleva a todos sus amigos. | 19 de febrero de 2009         |
| 08 | "Disculpate en otro momento"                                             | Washizu muestra su lado amable al proteger a Ayame de una pandilla. | 26 de febrero de 2009         |
| 09 | "Fuegos artificiales Festival de verano"                                 | | 5 de marzo de 2009            |
| 10 | "Secreto en las termas ¡Fósforo de muerte!"                              | | 12 de marzo de 2009           |
| 11 | "¿Ibuki-san amnésica?                                                    | Ibuki es raptada para casarse por lo cual Yoichi y sus hermanas van a buscarla para rescatarla. | 19 de marzo de 2009           |
| 12 | "¡Asu no Yoichi!"                                                        | La pelea final, donde Ibuki recupera la memoria y las 4 hermanas vuelven a reunirse. Aunque no era un final que todos esperábamos. | 26 de marzo de 2009           |